# IC 4946
IC 4946 est une galaxie lenticulaire barrée située dans la constellation du Sagittaire. Sa vitesse par rapport au fond diffus cosmologique est de 2 737 ± 21 km/s, ce qui correspond à une distance de Hubble de 40,4 ± 2,8 Mpc (∼132 millions d'al). Cette galaxie a été découverte par l'astronome américain Lewis Swift en 1897.
IC 4946 émet dans l'infrarouge. Sa luminosité dans l'infrarouge lointain (de 40 à 400 µm) est égale à 19,1 × 109 {\displaystyle L_{\odot }} (1010,28{\displaystyle L_{\odot }}) et sa luminosité totale dans l'infrarouge (de 8 à 1 000 µm) est de 26,3 × 109 {\displaystyle L_{\odot }} (1010,42{\displaystyle L_{\odot }}).

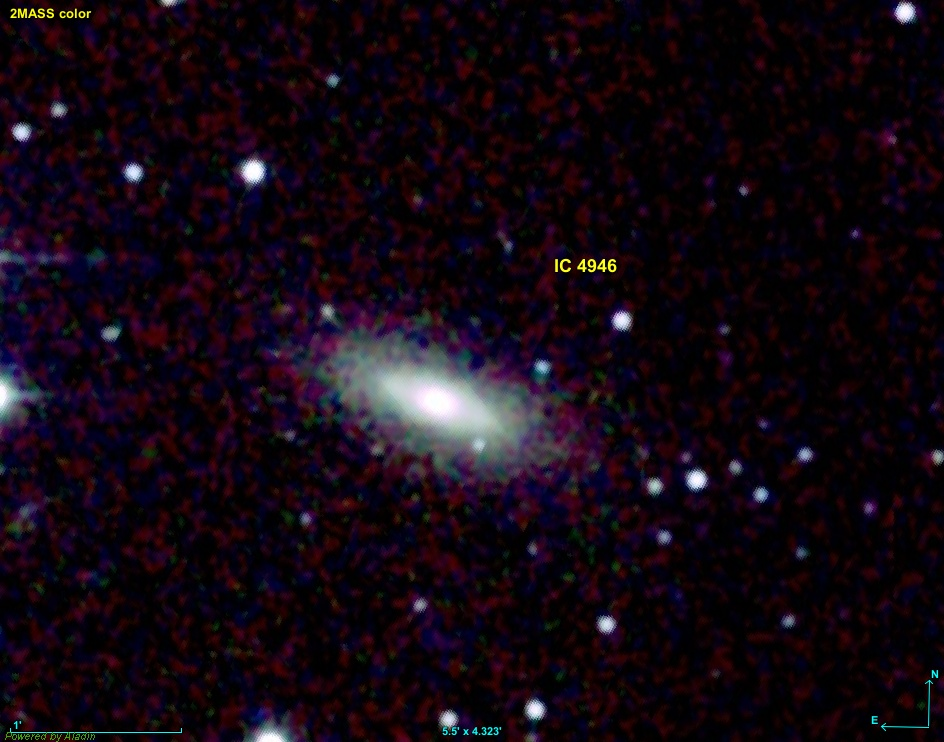
IC 4946 en infrarouge par le relevé 2MASS.

À ce jour, une mesure non basée sur le décalage vers le rouge (redshift) donne une distance d'environ 37,900 Mpc (∼124 millions d'al).

## Groupe de NGC 6902
IC 4943 est fait partie d'un triplet de galaxies, le groupe de NGC 6902. La troisième galaxie du groupe est PGC 64580 (NGC 6902B).